# Pétange
Pétange, (in Lussemburghese/Lëtzebuergesch Péiteng), è un comune di 13.749 (censimento 2001) abitanti (al 5º posto in Lussemburgo) su 11.93 km² nel cantone di Esch-sur-Alzette, Distretto di Lussemburgo, Granducato del Lussemburgo, e forma municipio insieme con Rodange e La Madeleine.

## Geografia fisica
Pétange è l'unico comune lussemburghese a confinare sia con la Francia (comune di Mont-Saint-Martin), sia col Belgio (comune di Aubange). La Triplice frontiera si trova ad ovest del comune, ove si incontra il fiume Chiers.
Inoltre, il territorio municipale confina a nord con Bascharage e Differdange.

## Storia
Il 9 settembre 1944, durante la seconda guerra mondiale fu il primo comune lussemburghese ad essere liberato dagli Alleati.

## Economia
Pétange è uno dei centri del Pôle Européen de Développement, iniziativa sovranazionale per la riqualificazione delle aree minerario-siderurgiche della Lorena, del Lussemburgo Belga e della zona di Esch-sur-Alzette, Differdange e della stessa Pétange/Rodange, profondamente colpite dalla crisi siderurgica della fine del XX secolo.

### Turismo
In località Fond-de-Gras vi è un parco storico industriale e ferroviario di un certo interesse. Vi è la possibilità di fare viaggi su un treno storico del 1900, e di viaggiare in un convoglio minerario (elettrico) in galleria, che traversa il confine con la Francia per uscire in zona di Saulnes.

## Infrastrutture e trasporti

### Ferrovie
Il comune di Pétange è servito dalle stazioni ferroviarie di Pétange, Lamadelaine e Rodange.

## Sport

### Calcio
La squadra principale della città è il Club Sportif Pétange. In passato è esistito anche il Football Club Racing Rodange.